# Wassili Grigorjewitsch Lasarew

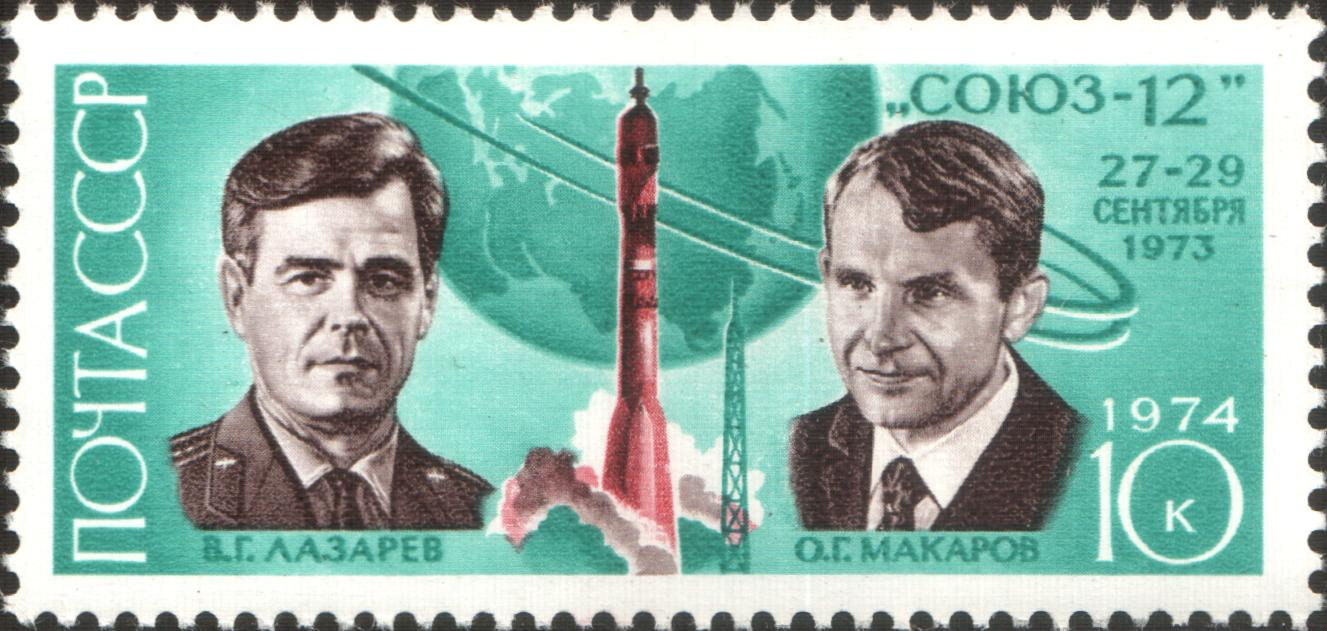
Briefmarke der Mission Sojus 12 mit Lasarew (links) und Oleg Grigorjewitsch Makarow (rechts)

Wassili Grigorjewitsch Lasarew (russisch Василий Григорьевич Лазарев; * 23. Februar 1928 in Poroschino, Region Altai, Russische SFSR; † 31. Dezember 1990 in Moskau, Russische SFSR) war ein sowjetischer Kosmonaut.
Nachdem Wassili Lasarew die Luftwaffenhochschule absolviert hatte, nahm der Angehörige der sowjetischen Luftstreitkräfte ein Medizinstudium auf, das er 1951 mit dem Doktor der Medizin abschloss. Nachdem er am 26. Mai 1964 für das Woschod-Programm ausgewählt wurde, jedoch zu Gunsten von Boris Jegorow nicht zum Einsatz kam, wurde Lasarew durch das Juri-Gagarin-Kosmonautentrainingszentrum bei einer erneuten Erweiterung des Kosmonautenkorps übernommen. Er begann die Grundausbildung für Kosmonauten OKP am 17. Januar 1966, welche er im Dezember 1967 abschloss. Lasarew flog 1973 als Kommandant von Sojus 12 ins All. Im Jahre 1975 war er Kommandant von Sojus 18-1, deren Start nach Versagen der letzten Stufe abgebrochen werden musste. Das Raumschiff Sojus 18-1 gelangte nicht in den Orbit, sondern absolvierte ungeplant den bisher weitesten bemannten suborbitalen Flug über eine Entfernung von 1.574 Kilometern mit einer Dauer von 21 min. Wassili Lasarew war 1980 Ersatzmann für Sojus T-3.
Nachdem Lasarew am 27. November 1985 aus dem Kosmonautenkorps ausgeschieden war, arbeitete er als Zivilangestellter für die „Organisation Snanije“ im Juri-Gagarin-Kosmonautentrainingszentrum. Der ehemalige Kosmonaut wurde zum Oberst der Reserve der sowjetischen Luftstreitkräfte befördert. Lasarew starb am 31. Dezember 1990 in Moskau an den Folgen einer Alkoholvergiftung.
Lasarew war verheiratet und hat ein Kind.

## Belege
- spacefacts.de: Kurzbiografie

| Personendaten    | Personendaten                                         |
| ---------------- | ----------------------------------------------------- |
| NAME             | Lasarew, Wassili Grigorjewitsch                       |
| ALTERNATIVNAMEN  | Лазарев, Василий Григорьевич (russisch)               |
| KURZBESCHREIBUNG | sowjetischer Kosmonaut                                |
| GEBURTSDATUM     | 23. Februar 1928                                      |
| GEBURTSORT       | Poroschino, Region Altai, Russische SFSR, Sowjetunion |
| STERBEDATUM      | 31. Dezember 1990                                     |
| STERBEORT        | Moskau, Russische SFSR, Sowjetunion                   |